# Kosrovanujš
Kosrovanujš (armensko Խոսրովանույշ, Kosrovanujš) je bila žena armenskega kralja Ašota III. in peta kraljica Bagratidske Armenije, * ni znano, † 977. 

## Biografija
Kraljica Kosrovanujš je bila velika filantropinja srednjeveške Armenije. Znano je tudi, da je njena hči Hripsime postala redovnica. O kraljičinih prednikih je malo podatkov, prav tako ni znano, kdaj je bila rojena, ohranila pa so se imena njenih otrok in vnukov. Imel je tri sinove: Smbata, Gagika in Gurgena. Smbat je podedoval očetov prestol in postal armenski kralj Smbat II. (vladal 977–990). Nasledil ge je brat Gagik I. (vladal 990–1020). Gurgen je ustanovil ločeno kraljevo vejo v Loriju (Kjurikjanu) in postal prvi kralj kraljestva Tašir-Dzoraget.
Kosrovanujš je s pomočjo svojega moža, kralja Ašota III. Bagratunija, leta 966 začela gradnjo Odrešenikove cerkve, ki jo je posvetila svojima sinovoma Smbatu in Gurgenu, ki sta upodobljena na bareliefu timpanona. V 14. letu vladavine Ašota III., leta 966, je kraljica Kosrovanujš zgradila samostan Sanahin in leta 976 še samostan Hagpatavank. V srednjem veku sta samostana  postala znanstveni in izobraževalni središči. V Sanahinu sta bili odprti univerza in knjižnica. V letih 967–976 je kraljica zgradila še  stolnico Svetega znamenja (armensko Surb Nšan).